# Linford Christie
Linford Cicero Christie, angleški atlet, * 2. april 1960, Okrožje Saint Andrew, Jamajka.
Christie je nastopil na poletnih olimpijskih igrah v letih 1988 v Seulu, 1992 v Barceloni in 1996 v Atlanti. Na igrah leta 1992 je osvojil naslov olimpijskega prvaka v teku na 100 m, leta 1988 pa še naslova podprvaka v isti disciplini in štafeti 4x100 m. Na svetovnih prvenstvih je osvojil naslov prvaka leta 1993, ko je bil tudi srebrn v štafeti 4x100 m, osvojil je tudi bronasti medalji leta 1987 v teku na 100 m in leta 1991 v štafeti 4x100 m. Na svetovnih dvoranskih prvenstvih je osvojil srebrni medalji leta 1991 v teku na 60 m in 200 m. Na evropskih prvenstvih je osvojil tri zaporedne naslove prvaka v teku na 100 m v letih 1986, 1990 in 1994 ter še eno srebrno in dve bronasti medalji, na evropskih dvoranskih prvenstvih pa tri zlate medalje in eno bronasto. Leta 1999 je bil kaznovan z dvoletno prepovedjo tekmovanja zaradi dopinga, zaradi česar je končal svojo kariero.